# Музей фресок Діонісія
Музей фресок Діонісія (рос. Музей фресок Дионисия) заснований у 1924 році і розташовується в архітектурному ансамблі колишнього  Ферапонтова чоловічого монастиря. Музей є філією  Кирило-Білозерського музею-заповідника.  Фрески  Діонісія в соборі Різдва Богородиці  Ферапонтіва монастиря — єдиний в  Росії пам'ятник з повним циклом розписів, збережених у первозданному вигляді від півтисячолітнього періоду (XI — XV століття) російської середньовічної культури. Після руйнування німецькими фашистами в роки  німецько-радянської війни 1941 — 1945 років стінних розписів XII — XV століть в Новгороді (Нередіци, Волотово, Ковалево, Сковорідка) фрески Діонісія залишилися єдиним повністю уцілілим ансамблем фресок Давньої Русі. Фрески  Ферапонтіва монастиря були занесені до Списку  світової культурної спадщини ЮНЕСКО, включені до Державного реєстру особливо цінних об'єктів культурної спадщини народів Росії.

## Історія
Фрески створені в 1502 році знаменитим московським художником  Діонісієм і збережені без поновлень до нашого часу. Стінопис збереглася повністю, за винятком незначних втрат (близько 1,5% від загальної площі).. Діонісій був запрошений зі своєю артіллю для розпису першого кам'яного собору Ферапонтіва монастиря (Собор Різдва Богородиці) колишнім архієпископом Ростовським Іоасафом. Особисто майстру належить розпис західного порталу, інші віполнені його синами за участю майстрів майстерні Діонісія. Історичні джерела дозволяють назвати не менше 14 майстрів, чия діяльність в тій чи іншій мірі була пов'язана з творчістю Діонісія і його синів.
Вона є єдиним документально підтвердженим стінописом майстра. Про фрески Діонісія було невідомо до 1898 року. Напис про час створення розпису та майстрах, що її створили, була вперше наведена в книзі І. І. Брилліантова «Ферапонтів Білозерський, нині скасований монастир, місце ув'язнення патріарха Никона. До 500-річчя з часу його заснування. 1398–1898». Напис на поверхні арки північного входу собору повідомляє про час створення (1502 рік) і терміни виконання (34 дні) розпису Іконником Діонісієм «зі своїми чади».
У 1911 році вийшла монографія В. Т. Георгіївського «Фрески Ферапонтова монастиря» — перша робота, присвячена розпису Діонісія в соборі Різдва Богородиці.
У 1981 році були розпочаті роботи зі збереження (консервації) фресок Діонісія, які завершилися в 2011 році.
Ферапонтів монастир розташований на півночі Росії, що є перешкодою для знайомства широкої громадськості з фресками Діонісія. Проект фотохудожника і видавця Юрія Холдина «Світло фресок Діонісія — світу» став для широкої аудиторії справжнім відкриттям пам'ятника світового значення. З 23 січня 2011 року в Музеї  Храму Христа Спасителя експонується відома виставка Юрія Холдина (1954 — 2007) «Світло фресок Діонісія». Мистецтвом світлопису створений на сьогодні єдиний у світовій практиці прецедент адекватного прочитання задуму великого іконописця XV століття.

## Пам'ятники та експозиції музею

Собор Різдва Богородиці, зовнішня розпис західної стіни

- Собор Різдва Богородиці з фресками  Діонісія
- Трапезна палата. Експозиція «Історія  Ферапонтова монастиря»
- Церква прп. Мартиніана
- Підкліт трапезної палати. Експозиція «Монастирська вотчина»
- Казенна палата. Тимчасова виставка «Народна ікона»
- Музейний комплекс «Ципіно». Іллінська церква

У музеї діє просвітницька програма «Школа Діонісія» для різновікових груп та сімейного відпочинку. Метою програми є надання допомоги у вивченні історії, культури та художньої спадщини Півночі Росії на основі пам'яток і колекцій Кирило-Білозерського музею та його філії, Музею фресок Діонісія.

## Собор Різдва Богородиці з фресками Діонісія
Площа стінопису собору — майже 700 квадратних метрів. Розписи, що налічують майже 300 сюжетів та окремих персонажів, займають майже всі поверхні стін,  склепінь, стовпів (крім східних — за іконостасом і  вівтарної перегородкою), віконних і дверних укосів, а зовні — центральну частину західної стіни над дверним прорізом і нижню частину південної стіни над похованням преподобного Мартініана. Двадцять п'ять сюжетів на теми акафіста і п'ятнадцять —  євангельських, композиції  Вселенських соборів і  Страшного суду, зображення  святих і мучеників,  отців церкви суцільно покривають стовпи і стіни, арки і склепіння, в куполі — зображення Христа Пантократора, в простінках між вікнами  барабана — фігури ангелів. Особливе місце серед розписів Ферапонтова монастиря займає Акафіст Богородиці — мальовнича інтерпретація хвалебних піснеспівів, що складається з 25 пісень. У  Діонісія знайшли своє відображення всі пісні. Майстер розташував сцени акафіста третім ярусом розписів по всьому периметру собору. Таким чином Діонісій створив одне з найдосконаліших втілень акафіста в світовому живопису. Композиції розписів рухливі, часто переходять одна в іншу, хоча виконані відповідно до канонів давньоруського живопису. Зовнішні розпису на західній стіні представляють тему  Царства Небесного через образи Деісуса і  Різдва Богородиці. Композиція в нижній частині південної стіни присвячена прославлянню Богородиці, покровительки засновників монастиря. Всередині собору розписи виконані згідно з каноном православних стінописів XIV — XV сторіч зверху вниз порядно.  Діонісій писав в змішаній техніці —  фрески (по вологому ґрунту) і  темпери. Для розписів Діонісія характерно надзвичайне поєднання світлих і ніжних фарб — рожевих, білих, зелених, фіолетових, пурпурових і пануючого небесно-блакитний тон. Мистецтво  Діонісія стало прямим продовженням  візантійського мистецтва 14-го століття. У фресках Ферапонтова монастиря нас вражає повна завершеність стилю.

### Галерея

П'ятий Вселенський собор (західна стіна)
Розпис вівтарної  апсиди
Подорож  волхвів
Святий воїн
Зустріч  Марії і  Єлизавети
Зцілення двох сліпих (південний звід, західна сторона)
Явище святого Миколая трьом стратилатам в темниці. Розпис дьяконника
Різдво Марії (зовнішня розпис західної стіни, ліва сторона)
Поклоніння волхвів (північно-західний стовп, північна грань)
Вчення  Григорія Богослова (люнет західного склепіння)
Притча про десять дів (західний звід)
Різдво  Марії (зовнішня розпис західної стіни, права сторона)